# Кармак, Джон
Джон Д. Кармак II (англ. John D. Carmack II; род. 21 августа 1970 года, Канзас, США) — американский разработчик компьютерных игр; инженер в областях информатики, аэрокосмической техники и виртуальной реальности; предприниматель, соучредитель и совладелец компаний id Software и Armadillo Aerospace. В 1991 году Кармак стал одним из основателей компании id Software, которая прославилась разработкой основополагающих игр в жанре FPS — Wolfenstein 3D, Doom, Quake, — ведущим программистом которых был Кармак. Его революционные методы программирования и уникальные дизайнерские решения Джона Ромеро способствовали популярности этого жанра в 1990-х годах.
Джон Кармак не является родственником Адриана Кармака, одного из соучредителей id Software.
Имя Джона Кармака помещено в Зал славы компьютерных игр. В 1997 году Computer Gaming World поставил Джона Кармака на второе место в списке самых влиятельных людей в игровой индустрии за его вклад в развитие технологий. В 2022 году он покинул Oculus, чтобы работать над своим стартапом Keen Technologies.

## Биография
Кармак, сын телеведущего местных новостей, Стэна Кармака, вырос в штате Канзас и с ранних лет интересовался компьютерными технологиями. В книге Дэвида Кушнера Masters of Doom описано следующее: «В возрасте 14 лет Кармак помог группе детей проникнуть в школу в неурочное время с целью кражи компьютеров Apple II, но во время взлома сработала бесшумная сигнализация. Джон был арестован и направлен на консультацию к психологу (отчёт врача заключал „отсутствие у Джона сопереживания к другим людям“) и приговорён к 1 году пребывания в доме для так называемых „сложных“ детей».[уточнить] На вопрос «Если бы тебя тогда не поймали, ты бы сделал это ещё раз?» Джон отвечал: «Да, возможно…» Однако во время предоставления врачебного заключения терапевт решил опустить слова «Если бы тебя тогда не поймали» в своём заявлении. В течение двух семестров учился в университете Миссури (Канзас-Сити), после чего начал карьеру независимого программиста.
В 2000 году Кармак учредил компанию Armadillo Aerospace, предназначенную для создания космических аппаратов.
В 2003 году Джон Кармак принял участие в создании книги Masters of Doom, хроники id Software и её участников.
В 2005 году, после проигрыша его команды в конкурсе Northrop Grumman Lunar Lander Challenge на лучший проект космического корабля, создаваемого частной компанией, Кармак начал работать в id Software над новым движком id Tech 5 для будущих игр Rage и Doom 4.
В 2008 году команда, которую возглавлял Джон Кармак, выиграла первый этап конкурса Northrop Grumman Lunar Lander Challenge, опередив единственного конкурента, чей летательный аппарат перевернулся в воздухе и рухнул на землю.
В августе 2013 года Джон Кармак присоединяется к команде создателей Oculus Rift в качестве технического директора. В ноябре 2013 года Джон Кармак покинул id Software. Сообщил эту информацию директор студии Тим Виллитс, а также сам Джон в своём твиттере.
В марте 2016 года Джон Кармак был представлен к специальной награде BAFTA Fellowship за вклад в игровую индустрию.
13 ноября 2019 года Джон Кармак объявил об уходе из проекта Oculus Rift, чтобы сконцентрироваться на собственном проекте по созданию сильного искусственного интеллекта
19 августа 2022 года Кармак объявил, что привлек 20 миллионов долларов для Keen Technologies, своей новой компании AGI. 16 декабря 2022 года Кармак покинул Oculus, чтобы сосредоточиться на Keen.

## Технологии
Известные реализации алгоритмов:
- Adaptive tile refresh[англ.] (Commander Keen).
- Ray casting (Hovertank 3D, Catacomb 3-D, Wolfenstein 3D).
- Двоичное разбиение пространства (Doom, Quake).
- Surface caching (Quake).
- Carmack’s reverse[англ.] (Doom 3)
- Мегатекстура (Rage).

## Игровые проекты
Приведены в хронологическом порядке.
| Дата выпуска     | Название                                  | Разработчик                             | Издатель             | Должность                            |
| ---------------- | ----------------------------------------- | --------------------------------------- | -------------------- | ------------------------------------ |
| 4 октября 2011   | Rage                                      | id Software                             | Bethesda Softworks   | технический директор                 |
| 18 августа 2009  | Wolfenstein                               | Raven Software                          | Activision Blizzard  | разработчик движка                   |
| ноябрь 2008      | Wolfenstein RPG                           | id Software                             | Electronic Arts      | разработчик                          |
| 28 сентября 2007 | Enemy Territory: Quake Wars               | Splash Damage                           | Activision           | программист                          |
| 1 мая 2006       | Orcs & Elves                              | Fountainhead Entertainment              | Electronic Arts      | продюсер/программист/сценарист       |
| 18 октября 2005  | Quake 4                                   | Raven Software и id Software            | Activision           | технический директор                 |
| 13 сентября 2005 | Doom RPG                                  | Fountainhead Entertainment              | id Software          | продюсер/программист                 |
| 3 апреля 2005    | Doom 3: Resurrection of Evil              | Nerve Software                          | Activision           | технический директор                 |
| 3 августа 2004   | Doom 3                                    | id Software                             | Activision           | технический директор                 |
| 19 ноября 2001   | Return to Castle Wolfenstein              | Gray Matter Interactive, Nerve Software | Activision           | технический директор                 |
| 15 декабря 2000  | Quake III: Team Arena                     | id Software                             | Activision           | программист                          |
| 2 декабря 1999   | Quake III Arena                           | id Software                             | Activision           | программист                          |
| 9 декабря 1997   | Quake II                                  | id Software                             | Activision           | программист                          |
| 31 марта 1997    | Doom 64                                   | Midway Games                            | Midway Games         | программист                          |
| 22 июня 1996     | Quake                                     | id Software                             | id Software          | программист                          |
| 31 мая 1996      | Strife                                    | Rogue Entertainment                     | Velocity             | разработчик движка                   |
| 30 октября 1995  | Hexen                                     | Raven Software                          | id Software          | разработчик 3D-движка                |
| 17 июня 1995     | Final Doom                                | id Software                             | GT Interactive       | программист                          |
| 23 декабря 1994  | Heretic                                   | Raven Software                          | id Software          | разработчик движка                   |
| 10 октября 1994  | Doom II: Hell on Earth                    | id Software                             | GT Interactive       | программист                          |
| 10 декабря 1993  | Doom                                      | id Software                             | id Software          | программист                          |
| 1993             | Shadowcaster                              | Raven Software                          | Origin Systems       | разработчик 3D-движка                |
| 18 сентября 1992 | Spear of Destiny                          | id Software                             | Apogee Software      | разработчик программного обеспечения |
| 5 мая 1992       | Wolfenstein 3D                            | id Software                             | Apogee Software      | программист                          |
| 1991             | Catacomb 3-D                              | id Software                             | Softdisk             | программист                          |
| 1991             | Commander Keen: Aliens Ate My Babysitter! | id Software                             | FormGen              | программист                          |
| 15 декабря 1991  | Commander Keen: Goodbye Galaxy!           | id Software                             | Apogee Software      | программист                          |
| 1991             | Commander Keen: Keen Dreams               | id Software                             | Softdisk             | программист                          |
| 1991             | Shadow Knights                            | id Software                             | Softdisk             | дизайн/программирование              |
| 1991             | Rescue Rover 2                            | id Software                             | Softdisk             | программист                          |
| 1991             | Rescue Rover                              | id Software                             | Softdisk             | программист                          |
| 1991             | Hovertank 3D                              | id Software                             | Softdisk             | программист                          |
| 1991             | Dangerous Dave in the Haunted Mansion     | id Software                             | Softdisk             | программист                          |
| 14 декабря 1990  | Commander Keen: Invasion of the Vorticons | id Software                             | Apogee Software      | программист                          |
| 1990             | Slordax: The Unknown Enemy                | Softdisk                                | Softdisk             | программист                          |
| 1990             | Catacomb II                               | Softdisk                                | Softdisk             | разработчик                          |
| 1990             | Catacomb                                  | Softdisk                                | Softdisk             | программист                          |
| 1990             | Dark Designs II: Closing the Gate         | Softdisk                                | Softdisk             | программист/дизайнер                 |
| 1990             | Dark Designs: Grelminar's Staff           | Джон Кармак                             | Softdisk             | разработчик                          |
| 1990             | Tennis                                    | Джон Кармак                             | Softdisk             | разработчик                          |
| 1990             | Wraith: The Devil's Demise                | Джон Кармак                             | Nite Owl Productions | разработчик                          |
| 1989             | Shadowforge                               | Джон Кармак                             | Nite Owl Productions | разработчик                          |

## Семья
Жена — Кэтрин Анна Канг, бывшая директор по развитию бизнеса в компании id Software. У них двое детей, 2004 и 2009 годов рождения.
Джон Кармак является либертарианцем.